# Disparition des enfants Beaumont
 (septembre 2023).
Jane Nartare Beaumont (née le 10 septembre 1956), Arnna Kathleen Beaumont (née le 11 novembre 1958) et Grant Ellis Beaumont (né le 12 juillet 1961), collectivement désignés dans les médias comme les enfants Beaumont, sont trois sœurs et frère australiens qui ont disparu de la plage de Glenelg, près d'Adélaïde, en Australie-Méridionale, le 26 janvier 1966 (Australia Day), lors d'un enlèvement et d'un meurtre présumés.
L'enquête de la police a révélé que, le jour de leur disparition, plusieurs témoins ont vu les trois enfants sur la plage de Glenelg et à proximité, en compagnie d'un homme de grande taille, aux cheveux blonds / brun clair, au visage fin, au teint hâlé et de corpulence moyenne, âgé d'une trentaine d'années. Les enfants ont été aperçus à la réserve de Colley et à la pâtisserie Wenzel's dans la rue Moseley, à Glenelg. Malgré de nombreuses recherches, ni les enfants ni l'individu présumé n'ont été retrouvés.
L'affaire a attiré l'attention du monde entier et est considérée comme ayant provoqué un changement dans le mode de vie des Australiens. Les parents ont commencé à penser que leurs enfants ne pouvaient plus être considérés comme étant en sécurité lorsqu'ils se trouvaient sans surveillance en public,,,,,. Ces dernières années, la police et les médias ont fait le lien entre ces disparitions et les enlèvements d'Adelaide Oval en 1973. L'intérêt pour cette affaire se poursuit plus d'un demi-siècle après,,. En 2018, le gouvernement d'Australie-Méridionale a offert une récompense d'un million de dollars pour toute information relative à cette affaire non résolue.

## Contexte

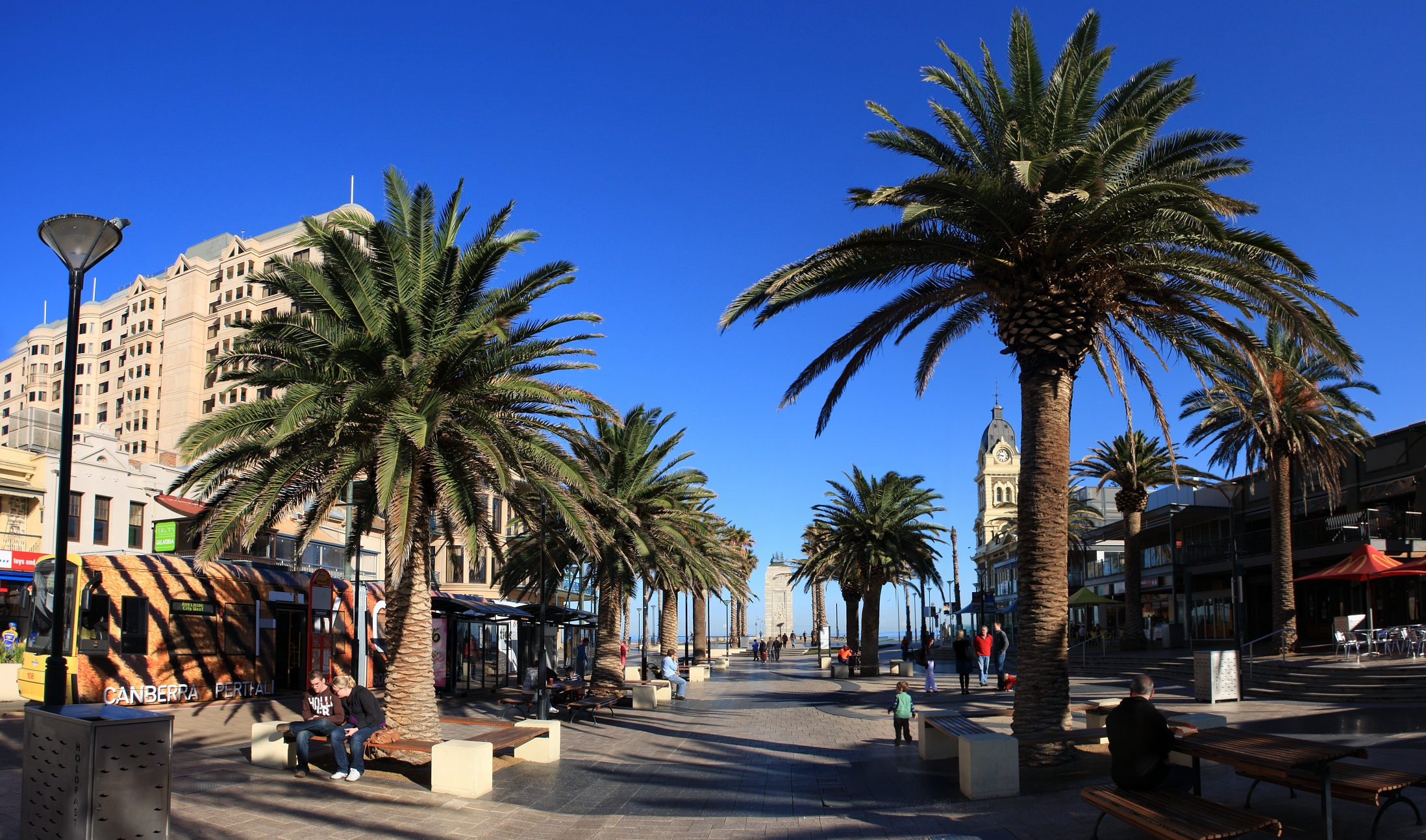
La banlieue balnéaire de Glenelg où les enfants Beaumont ont été vus pour la dernière fois

Jane, Arnna et Grant Beaumont vivaient avec leurs parents, Grant "Jim" Beaumont, ancien militaire et chauffeur de taxi, et Nancy Beaumont (née Ellis), qui s'étaient mariés en décembre 1955,. Leur maison se trouvait au 109 Harding Street, Somerton Park, une banlieue d'Adélaïde,. La famille vivait non loin de la plage de Glenelg, un endroit populaire que les enfants et beaucoup d'autres, à l'apogée de l'ère de la surf music, visitaient souvent. Le 25 janvier 1966, en pleine vague de chaleur estivale, Jim a déposé les enfants à la plage de Glenelg avant de partir pour un voyage d'affaires de trois jours à Snowtown.
Le matin du 26 janvier 1966 (Australia Day), les enfants Beaumont demandèrent à leur mère de se rendre à nouveau à la plage de Glenelg. Comme il faisait trop chaud pour marcher, ils ont pris un bus pour parcourir en 5 minutes les 3 km qui séparent leur domicile de la plage. Les enfants ont pris le bus à 8h45 et devaient rentrer à la maison par le bus de midi,. Nancy s'est toutefois inquiétée lorsque ses enfants ne sont revenus ni par le bus de midi, ni par celui de 14h. Lorsque Jim est rentré plus tôt de son voyage vers 15h, il s'est immédiatement rendu sur la plage, bondée. Ne parvenant pas à localiser les enfants, il est rentré chez lui et les deux parents ont parcouru les rues en toquant chez leurs amis, dans l'espoir de les retrouver. Vers 17h30, ils se sont rendus au poste de police de Glenelg pour signaler leur disparition,.

## Enquête policière
La police a rapidement organisé des recherches sur la plage de Glenelg et dans les zones adjacentes, partant du principe que les enfants Beaumont se trouvaient à proximité et qu'ils avaient simplement perdu la notion du temps. Les recherches se sont ensuite étendues aux collines de sable, à l'océan et aux bâtiments voisins. L'aéroport, les voies ferrées et les routes inter-États ont également été surveillés, par crainte d'un accident ou d'un enlèvement. En l'espace de vingt-quatre heures, le pays tout entier était au courant de l'affaire. Trois jours plus tard, le 29 janvier, le Sunday Mail d'Adélaïde titrait : "La crainte d'un crime sexuel", soulignant la crainte, qui évoluait rapidement, que les enfants aient été enlevés et assassinés par un délinquant sexuel. Malgré cela, la récompense officielle initiale pour toute information n'était que de 250 livres australiennes.
Le Patawalonga Boat Haven a été vidangé le 29 janvier après qu'une femme a déclaré à la police qu'elle avait parlé avec trois enfants, dont la description correspondait à celle des enfants Beaumont, près du port à 19h le jour de la disparition. 40 cadets de la police et membres du groupe des opérations d'urgence ont fouillé la zone, mais rien n'a été trouvé.

### Le suspect principal non-identifié
La police chargée de l'enquête a trouvé plusieurs témoins ayant vu les enfants Beaumont dans la réserve de Colley, près de la plage de Glenelg, en compagnie d'un homme de grande taille, aux cheveux châtain clair / blond, au visage fin, âgé d'une trentaine d'années. L'homme avait le teint hâlé, était de corpulence mince à athlétique et portait un maillot de bain. Les enfants jouaient avec lui et semblaient se détendre et s'amuser,,,. L'homme s'est également approché de l'un des témoins, lui demandant si quelqu'un s'était approché des affaires des enfants car leur argent avait "disparu". L'homme est ensuite allé se changer pendant que les enfants l'attendaient. Le groupe a ensuite été vu s'éloignant ensemble de la plage quelque temps plus tard, vers 12h15 selon les estimations de la police. Environ deux heures et demie plus tard, un autre témoin, Miss Daphne Gregory, a vu les enfants avec l'homme, qui portait un sac semblable à celui de Jane.
Les parents Beaumont décrivent leurs enfants, en particulier l'aînée Jane, comme timides. Le fait qu'ils jouent avec autant d'assurance avec un inconnu ne leur ressemble pas. Les enquêteurs ont émis l'hypothèse que les enfants avaient peut-être rencontré l'homme lors de précédentes visites et qu'ils avaient appris à lui faire confiance. Une remarque faite par hasard à la maison, qui semblait insignifiante à l'époque, vient étayer cette théorie : Arnna avait dit à sa mère que Jane avait « un petit ami sur la plage ». Nancy pensait qu'elle parlait d'un camarade de jeu et n'y prêta plus attention jusqu'à la disparition.
Un commerçant de la boulangerie Wenzel's Bakery, sur Moseley Street, a déclaré que Jane avait acheté des friands et une tourte à la viande avec un billet d'une livre sterling. La police y a vu une preuve supplémentaire que les enfants Beaumont étaient avec une autre personne, et ce pour deux raisons : le commerçant connaissait bien les enfants qui lui rendaient visite régulièrement. Il a déclaré qu'ils n'avaient jamais acheté de tourte à la viande auparavant. De plus, la mère des enfants ne leur avait donné que six shillings et six pence, assez pour leur ticket de bus et leur déjeuner, et non pas une livre sterling,. La police pense que cet argent leur a été donné par quelqu'un d'autre.
Selon une première déclaration, les enfants Beaumont ont été vus marchant seuls à 14h55, s'éloignant de la plage le long de Jetty Road,, en direction de leur domicile. Le témoin, un facteur, connaissait bien les enfants et sa déclaration a été jugée fiable. Il a déclaré que les enfants « se tenaient la main et riaient » dans la rue principale. La police n'a pas pu déterminer pourquoi ces enfants habituellement obéissants, qui avaient déjà une heure de retard, se promenaient seuls et semblaient ne pas s'inquiéter. Le facteur a contacté la police deux jours après sa déclaration initiale et a déclaré qu'il pensait les avoir vus le matin, et non l'après-midi comme il l'avait dit précédemment.

### Autres observations des enfants
Quelques mois plus tard, une femme a déclaré que, la nuit de la disparition, un homme accompagné de deux filles et d'un garçon, était entré dans une maison voisine qu'elle croyait vide. Plus tard, la femme dit avoir vu le garçon marcher seul dans un chemin où il a été poursuivi et rattrapé brutalement par l'homme. Le lendemain matin, la maison semblait à nouveau déserte et elle n'a revu ni l'homme ni les enfants. La police n'a pas pu établir pourquoi elle n'avait pas fourni cette information plus tôt. D'autres signalements d'enfants se sont poursuivis pendant environ un an après leur disparition.

### L'intervention du voyant Gerard Croiset
L'affaire Beaumont a attiré l'attention internationale. Le 8 novembre 1966, Gerard Croiset, un médium néerlandais, est appelé en Australie pour participer aux recherches, ce qui provoque une frénésie médiatique,. Les efforts de Croiset s'avérèrent infructueux, son histoire changeant de jour en jour et n'offrant aucun indice. Il identifie un endroit dans un entrepôt proche de la maison des enfants où il pense que les corps ont été enterrés, à l'intérieur des restes d'un ancien four à briques. Les propriétaires, qui hésitaient à procéder à des fouilles sur la seule foi d'un médium, ont rapidement cédé à la pression de l'opinion publique après que la publicité eut permis de récolter 40 000 dollars australiens pour faire démolir le bâtiment. Aucun restes humains, ni aucune preuve liée à un membre de la famille Beaumont n'ont été trouvés,. En 1996, le bâtiment identifié par Croiset fait l'objet d'une démolition partielle et les propriétaires autorisent une fouille complète du site. Là encore, aucune trace des enfants n'a été retrouvée.

### Des lettres canulars reçues par les parents Beaumont
Environ deux ans après la disparition, les parents Beaumont reçoivent deux lettres : l'une est censée avoir été écrite par Jane, l'autre par un homme qui dit garder les enfants. Les enveloppes portent le cachet de la poste de Dandenong, Victoria. Les brèves notes décrivaient une existence relativement agréable et faisaient référence à « L'Homme » qui les gardait. La police a estimé à l'époque que les lettres pouvaient très probablement être authentiques après les avoir comparées à d'autres lettres écrites par Jane. La lettre de « L'Homme » disait qu'il s'était auto-proclamé « tuteur » des enfants et qu'il était prêt à les rendre à leurs parents. Dans la première lettre, un lieu de rencontre est désigné pour ramener les enfants.
Les parents Beaumont, suivis par un détective, se sont rendus en voiture à l'endroit désigné, mais personne ne s'est présenté. Quelque temps plus tard, une troisième lettre est arrivée, également censée provenir de Jane, indiquant que l'homme s'était rendu compte de la présence d'un détective déguisé et qu'il avait décidé de garder les enfants parce que les Beaumont avaient trahi sa confiance. Il n'y a pas eu d'autres lettres. En 1992, de nouveaux examens médico-légaux des lettres ont montré qu'il s'agissait d'un canular. La technologie des empreintes digitales s'était améliorée et l'auteur a été identifié comme un homme de 41 ans, adolescent à l'époque et qui avait écrit les lettres pour plaisanter. En raison du temps écoulé, il n'a été inculpé d'aucun délit,.

### Avancées tardives
En novembre 2013, des fouilles ont été entreprises à l'arrière d'une usine de North Plympton qui avait appartenu à Harry Phipps, un suspect possible dans l'affaire Beaumont. D'autres fouilles ont été entreprises en février 2018 à un endroit légèrement différent du site, mais rien de pertinent n'a été trouvé. Les fouilles étaient fondées sur le fait que deux hommes avaient déclaré avoir été payés par Phipps, alors qu'ils étaient enfants, pour creuser un trou dans cette zone à peu près à l'époque de la disparition, ainsi que sur des tests géophysiques qui avaient identifié un sol perturbé anormal. Les recherches menées en 2018 ont permis de trouver des ossements d'animaux, mais aucune preuve concernant les enfants Beaumont.

## Suspects potentiels

### Bevan Spencer von Einem
Bevan Spencer von Einem (né en 1946) a été condamné à la réclusion criminelle à perpétuité en 1984 pour le meurtre de Richard Kelvin, le fils du présentateur du journal d'Adelaide, Rob Kelvin,. La police et les procureurs ont déclaré publiquement qu'ils pensaient que von Einem avaient des complices et qu'il était possiblement impliqué dans d'autres affaires de meurtres. À peu près à ce moment-là, la police a fini par suspecté von Einem d'être lié à la disparition des Beaumont. Aucun de ces compliques n'a jamais été inculpé. Von Einem a refusé de coopérer avec les enquêteurs au sujet de ses liens éventuels avec d'autres meurtres.
Au cours de l'enquête sur von Einem, la police a entendu un indic, identifié simplement comme « Mr B ». Il a décrit une conversation avec von Einem durant laquelle il se serait vanté d'avoir enlevé 3 enfants sur une plage plusieurs années auparavant, et qu'il les avait ramené chez lui pour mener des « expériences ». Selon « Mr B », von Einem a déclaré avoir pratiqué une « brillante opération chirurgicale » sur chacun des enfants et les avoir « connectés entre eux ». L'un des enfants serait apparemment décédé durant la procédure, donc il aurait tué les deux autres et jeté leurs corps dans la brousse au sud d'Adelaide. La police n'avait pas envisagé à ce moment-là une possible implication de von Einem dans l'affaire Beaumont, mais il se trouve que von Einem correspondait aux descriptions et portraits-robot du suspect non-identifié en 1966, présent sur la plage avec les enfants. « Mr B » a également affirmé que von Einem était impliqué dans les enlèvements d'Oval de 1973. Comme pour l'affaire Beaumont, von Einem correspond à la description du principal suspect de l'affaire Oval.
Selon le détective de la police d'Adelaide, Bob O'Brien, « Mr B » a donné d'importantes informations lors de l'enquête sur le meurtre de Richard Kelvin et était considéré de manière générale comme une source fiable. Cependant, la police est restée mitigée face à ces aveux présumés. Il y avait assez de détails plausibles pour justifier des recherches plus approfondies, mais d'autres détails rapportés par « Mr B » ne correspondaient pas aux faits déjà connus de l'affaire Beaumont et ont été traités avec scepticisme. En 2014, la piste von Einem n'était toujours pas écartée.
La référence de « Mr B » à des supposées expérimentations chirurgicales correspondaient au rapport du coroner sur plusieurs victimes connues de von Einem. Cependant, bien que von Einem était connu pour avoir fréquenté la plage de Glenelg afin de faire du « perversisme » dans les vestiaires, qu'il était décrit comme perturbé par les enfants, il était plus jeune que le suspect non-identifié (décrit comme ayant 35-40 ans, alors que von Einem avait une vingtaine d'années). Les enfants Beaumont étaient bien plus jeunes que Richard Kelvin ou les autres jeunes hommes que von Einem aurait ciblés, qui étaient âgés d'une dizaine ou d'une vingtaine d'années. De telles disparités dans le mode opératoire d'un tueur en série sont rares, mais pas inédites.
Les enquêtes sur la disparition des enfants Beaumont et des enlèvements d'Adelaide Oval restent officiellement ouvertes. En 1989, von Einem a été identifié comme suspect dans un rapport de police confidentiel. En août 2007, il a été rapporté que la police examinait des images d'archives de la recherche initiale des enfants Beaumont, filmées par Channel Seven, montrant un jeune homme ressemblant à von Einem parmi les chercheurs. Le rapport indique que la police recherchait des informations pour identifier cet homme.

### Arthur Stanley Brown
Arthur Stanley Brown (1912-2002) a été accusé en 1998 du meurtre de deux sœurs, Judith et Susan Mackay à Townsville, dans le Queensland. Elles avaient disparu sur le chemin de l'école le 26 août 1970 et ont été retrouvées mortes étranglées quelques jours plus tard dans le lit d'un ruisseau asséché. Le procès de Brown, prévu pour juillet 2000, a été retardé après que son avocat a demandé au jury de rendre un verdict en vertu de l'article 613 (inaptitude à être jugé). Il n'a jamais été rejugé car on a découvert qu'il souffrait de démence et qu'il était atteint de la maladie d'Alzheimer. Brown est décédé en 2002.
De la même manière que von Einem, Brown présente une similitude frappante avec les descriptions et les portraits-robots des suspects dans les affaires Beaumont et Oval. La recherche d'un lien éventuel avec l'affaire Beaumont s'est avérée infructueuse car il n'existe aucun rapport des anciens emplois de Brown qui aurait pu éclairer ses mouvements à l'époque. Certains rapports auraient été perdus lors de l'inondation de Brisbane en 1974. Il est également possible que Brown ait détruit lui-même ces documents, comme il avait un accès illimité aux bâtiments gouvernementaux.
Bien qu'il n'y ait aucune preuve indiquant qu'il se soit déjà rendu à Adelaide, un témoin s'est souvenu d'une conversation avec Brown durant laquelle il a mentionné avoir vu le Centre des festivals d'Adélaïde à la fin de sa construction, ce qui le placerait en ville peu de temps avant les enlèvements d'Oval du 25 août 1973. Cependant, aucune preuve n'a jamais été trouvée connectant Brown à Adelaide en 1966. Brown avait 53 ans à l'époque de la disparition des enfants Beaumont, ce qui ne correspond pas à la description du suspect vu avec les enfants (entre 35 et 40 ans).

### James Ryan O'Neill
James O'Neill (né en 1947), condamné à la réclusion criminelle à perpétuité pour le meurtre d'un petit garçon de 9 ans en 1975 en Tasmanie, aurait raconté à plusieurs de ses connaissances être le responsable de la disparition des Beaumont. En 2006, O'Neill a perdu une injonction devant la Haute Cour d'Australie pour empêcher la diffusion d'un documentaire de la chaîne ABC, The Fishermen, qui tentait de le relier à l'affaire Beaumont,.
L'ancien détective de Victoria, Gordon Davie, a passé 3 années à parler avec O'Neill pour gagner sa confiance avant de le filmer pour The Fishermen. Davie a dit que, bien qu'il n'y ait aucune preuve reliant O'Neill aux enfants Beaumont, il était persuadé qu'il était le responsable de leur disparition. « Je lui ai demandé au sujet des enfants Beaumont, il m'a dit : « Je n'aurais pas pu le faire. J'étais à Melbourne à ce moment-là. » Ce n'est pas un démenti. ». Plus tard, il lui a demandé à nouveau s'il avait tué ces enfants, O'Neill a répondu : « Écoute, sur avis juridique, je ne dirai pas où j'étais ni quand j'y étais ». Bien qu'O'Neill affirme ne jamais être venu à Adelaide, son travail dans l'industrie de l'opale à l'époque nécessitait qu'il se rende régulièrement à Coober Pedy, ce qui l'aurait obligé à traverser la ville. Davie soupçonnait aussi O'Neill d'être impliqué dans l'affaire Oval. La police d'Australie-Méridionale l'a interrogé et l'a écarté des suspects dans l'affaire Beaumont.

### Derek Ernest Percy
Derek Percy (1948-2013), condamné pour meurtre d'enfants, le plus ancien prisonnier de l'État de Victoria à être emprisonné à vie, a été présenté comme suspect dans l'affaire Beaumont dans un article paru en 2007 dans le journal The Age de Melbourne. The Age affirmait que des preuves, rassemblées par les enquêteurs chargés des affaires non résolues, indiquaient que Percy était un suspect potentiel dans un certain nombre de meurtres d'enfants non élucidés, dont l'affaire Beaumont. Son plaidoyer d'aliénation mentale dans le meurtre d'Yvonne Tuohny en 1969 était basé, au moins en partie, sur le fait qu'il souffrait d'un trouble psychologique qui pouvait l'empêcher de se souvenir des détails de ses actes. Percy était censé avoir indiqué qu'il pensait avoir tué les enfants Beaumont, comme il était dans la région à ce moment-là, mais il n'a aucun souvenir de l'avoir fait. Le 30 août 2007, la police de Victoria a obtenu l'autorisation d'interroger Percy au sujet de l'affaire Beaumont.
En 1966, Percy avait 17 ans et semble donc trop jeune pour avoir pu être le suspect non-identifié vu avec les enfants. On ne sait pas non plus si Percy avait accès à une voiture à l'époque, alors que le suspect non-identifié est supposé en avoir eu une pour faciliter une fuite rapide et aussi pour se débarrasser des corps des enfants plus tard. Percy a été emprisonné de 1969 à sa mort, en 2013, ce qui indique donc qu'il n'a pas pu être un suspect dans l'affaire Oval, dont de nombreux enquêteurs pensent être liée à l'affaire Beaumont.

### Alan Anthony Munro
Allan Maxwell McIntyre (décédé en 2017), qui avait fait l'objet d'une enquête de police et avait été innocenté dans l'affaire Beaumont, a raconté de seconde main à l'Advertiser d'Adelaide, qu'un homme qu'il avait connu en 1966 et qui, en 2015, était recherché en Asie du Sud pour des faits de maltraitance d'enfants, était venu chez lui avec les corps des enfants dans le coffre de sa voiture. Les enfants de McIntyre ont dit que leur père et eux-mêmes avaient tout d'abord pris le corps d'Arnna pour celui d'un garçon à cause de sa coupe de cheveux courte.
L'homme en question a ensuite été identifié comme étant l'homme d'affaire Alan Anthony Munro (âgé de 75 ans en 2017), un ancien chef scout qui avait plaidé coupable de dix délits sexuels sur des enfants remontant à 1962,. Pour ces crimes, il a été condamné en 2017 à 10 ans d'emprisonnement, sans droit de parole pendant 5 ans et 5 mois, le rendant éligible à une libération en 2022.
En juin 2017, la police d'Adelaide a reçu une copie du journal intime d'un enfant, écrit en 1966, qui aurait placé Munro aux alentours de la plage de Glenelg au moment de la disparition des enfants Beaumont. Il a été condamné pour avoir abusé de plusieurs enfants, dont l'un des fils de McIntyre, qui avait contribué à l'écriture du journal. Munro avait déjà fait l'objet d'une enquête de police, mais aucune preuve l'impliquant dans l'affaire Beaumont n'avait été trouvée.

### Harry Phipps
Harry Phipps (décédé en 2004), propriétaire d'une usine locale et membre de l'élite sociale d'Adélaïde, a attiré l'attention en tant que suspect potentiel après la publication du livre The Satin Man: Uncovering the Mystery of the Missing Beaumont Children (L'homme de satin : découvrir le mystère des enfants Beaumont disparus) en 2013. Le livre ne mentionnait pas l'identité du Satin Man, mais le fils de Phipps, Haydn, qui n'avait plus de contact avec lui, l'a nommé peu de temps après la publication du livre.
Phipps ressemblait beaucoup à la description de l'homme vu en train de parler aux enfants Beaumont sur la plage de Glenelg. Il était riche et connu pour avoir l'habitude de distribuer des billets d'1 livre sterling. Plus tard, il a été accusé d'avoir des tendances pédophiles et il vivait à seulement 300 mètres de la plage, à l'angle d'Augusta Street et de Sussex Street. Haydn, qui avait 15 ans au moment de la disparition, s'est présenté aux enquêteurs en 2007, affirmant qu'il avait vu les enfants dans le jardin de son père ce jour-là. Deux autres personnes, des enfants à l'époque, ont déclaré avoir été payées par Phipps pour creuser un trou de 2x1x2 mètres dans la cour de son usine ce weekend-là, pour des raisons inconnues,,.
En novembre 2013, une zone d'un mètre carré d'une usine à North Plympton, qui avait appartenu à Phipps, a été fouillée. Un radar à pénétration de sol a détecté « une petite anomalie, qui pourrait correspondre à un mouvement ou des objets dans le sol », mais les fouilles n'ont pas permis de trouver d'autres preuves et les enquêtes sur le site ont été closes. Le 22 janvier 2018, la police d'Adelaide a annoncé qu'ils allaient retourner à l'usine pour y mener d'autres fouilles, à la suite d'une enquête privée, parrainée par la Channel Seven d'Adelaide. Les fouilles ont eu lieu le 2 février 2018 et ont duré 9 heures. Des ossements d'animaux et des déchets ont été trouvés, mais rien lié à l'affaire Beaumont.

### The Family Murders
En 1979, le corps gravement mutilé d'une jeune femme a été découvert à Adelaide, et sera identifié plus tard comme étant Neil Muir, 25 ans. En 1982, le corps de Mark Langley, 18 ans, a été retrouvé dans le même état. Avant sa mort, il a été soumis à une « opération chirurgicale ». Son abdomen avait été ouvert et une partie de ses intestins avait été retirée. Au cours des mois suivants, d'autres corps ont été découverts. Le squelette démembré de Peter Stogneff, 14 ans, a été découvert un an après sa disparition. Alan Barnes, 18 ans, a été retrouvé avec les mêmes mutilations que Langley. Une cinquième victime, Richard Kelvin, 15 ans, a été découverte en 1983, de nouveau avec les mêmes mutilations. Von Einem a été condamné du meurtre de Kelvin en 1984 et a été accusé des meurtres de Barnes et Langley en 1989. Cependant, l'accusation a été contrainte de conclure à un non-lieu lorsque des preuves cruciales ont été jugées irrecevables. Ces crimes étaient connus comme étant The Family Murders (les meurtres familiaux). La police pense qu'un noyau dur de quatre personnes et jusqu'à huit associés ont été impliqués. Selon les témoignages reccueillis lors du procès de von Einem, ce dernier aurait été impliqué dans les enlèvements de Beaumont et d'Oval.

## Retombées
L'affaire Beaumont a donné lieu à l'une des plus grandes enquêtes policières de l'histoire criminelle australienne et reste l'une des affaires non résolues les plus tristement célèbres d'Australie, même après plusieurs décennies. En janvier 2018, le premier ministre d'Australie-Méridionale, Jay Weatherill, a déclaré que la police n'avait « jamais abandonné l'affaire » et qu'elle « a pour politique qu'aucune enquête sur un meurtre ne se termine par un dossier clos ». Le gouvernement maintient une récompense à 1 million de dollars pour toute information sur l'affaire Beaumont,.
L'enlèvement est également considéré par de nombreux commentateurs sociaux comme un évènement important dans l'évolution de la société Australienne, avec un grand nombre de personnes ayant changé leur façon de surveiller leurs enfants au quotidien,. À l'époque, il n'a jamais été publiquement suggéré que les enfants n'auraient pas du avoir l'autorisation de se rendre à la plage seuls sans surveillance, ou bien que les parents avaient été négligents, simplement parce que la société australienne contemporaine considérait comme acquis que cela était sûr et acceptable. Cependant, cette affaire, et d'autres crimes similaires reliés aux enfants (comme l'enlèvement de Graeme Thorn en 1960) « ont marqué la fin de l'innocence dans la vie australienne [de l'après-guerre] »,.
L'attention régulière et généralisée portée à cette affaire, son importance dans l'histoire criminelle australienne et le fait que le mystère autour de cette disparition n'ait jamais pu être expliqué, ont conduit les médias à revenir sans cesse dessus. De nouvelles pistes et indices sont régulièrement rapportés par les médias, et l'affaire continue de faire la une de la presse écrite et audiovisuelle plus d'un demi-siècle plus tard,,.

### Les parents Beaumont
Au moment de l'enquête, les parents Beaumont ont reçu une vague de sympathie de la part du public australien. Ils sont restés dans leur maison de Somerton Park. Nancy en particulier a gardé l'espoir que ses enfants reviendraient, et a déclaré dans des interviews que ce serait « épouvantable » s'il rentraient chez eux et ne trouvaient pas leurs parents en train de les attendre. Au fil des ans, alors que de nouvelles pistes et théories émergeaient, les Beaumont ont coopéré pleinement à l'exploration de chaque possibilité, qu'il s'agisse d'allégations selon lesquelles les enfants avaient été enlevés par une secte religieuse et vivaient en Nouvelle-Zélande, à Melbourne ou en Tasmanie, ou d'indices suggérant un lieu de sépulture possible pour les enfants. Ils étaient dévastés lorsqu'en 1990, les journaux ont publié des photos générées par ordinateur de ce à quoi leurs enfants auraient ressemblés en tant qu'adultes. Ces photos, publiées contre leur volonté, ont causé une importante vague de sympathie de la part d'une communauté toujours aussi sensible à leur douleur.
Le couple a ensuite divorcé et a vécu séparément, ayant décidé de vivre leur dernières années loin de l'attention publique qui l'a suivi pendant des décennies. Ils ont vendu leur maison et la police d'Australie-Méridionale a souhaité rester informée de leur nouvelle adresse, comme l'affaire reste ouverte. Il a été dit que les Beaumont avaient fini par accepter que la vérité sur la disparition de leurs enfants ne serait peut-être jamais découverte,. Nancy est décédée à Adelaide le 16 septembre 2019, dans une maison de retraite, à l'âge de 92 ans. Grant Alfred Beaumont, quant à lui, est décédé à Adelaide le 9 avril 2023, à l'âge de 97 ans.

## Médias
L'affaire a attiré l'attention de la police et des médias en Australie et au-delà. Le fait que cette disparition n'ait jamais été expliquée a conduit à ce que l'histoire soit continuellement revisitée par les médias et par de nouveaux sites en ligne, plus de 50 ans après la disparition des enfants,,, comme par exemple :
- Épisode The Wanda Beach Murders/The Beaumont Children Mystery, onzième épisode de la première saison de la série Crime Investigation Australia.[2]
- (en) Alan Whiticker, Searching for the Beaumont Children: Australia's Most Famous Unsolved Mystery, Wiley, 2011, 328 p. (ISBN 978-1-74031-106-9)
- (en) Alan Whiticker et Stuart Mullins, The Satin Man: Uncovering the Mystery of the Missing Beaumont Children, New Holland, 2013, 208 p. (ISBN 9781742573083)
- (en) Michael Madigan, The missing Beaumont children: 50 years of mystery and misery, Griffin Press, 2015, 270 p. (ISBN 9780975674673)
- Épisode [Then There Were None] de la série True Crime Brewery Podcast. Diffusé pour la première fois le 10 octobre 2017.
- Épisode The Beaumont Children, 100e épisode de la série Casefile True Crime Podcast.